# کریستین دیمارکو
کریستین دیمارکو (انگلیسی: Christian Dimarco؛ زادهٔ ۲۳ ژوئیهٔ ۲۰۰۲) بازیکن فوتبال است.
وی همچنین در تیم‌های ملی فوتبال زیر ۱۵ سال ایتالیا، زیر ۱۶ سال ایتالیا، زیر ۱۷ سال ایتالیا، و زیر ۱۸ سال ایتالیا بازی کرده‌است.